# Колонна первопроходцев

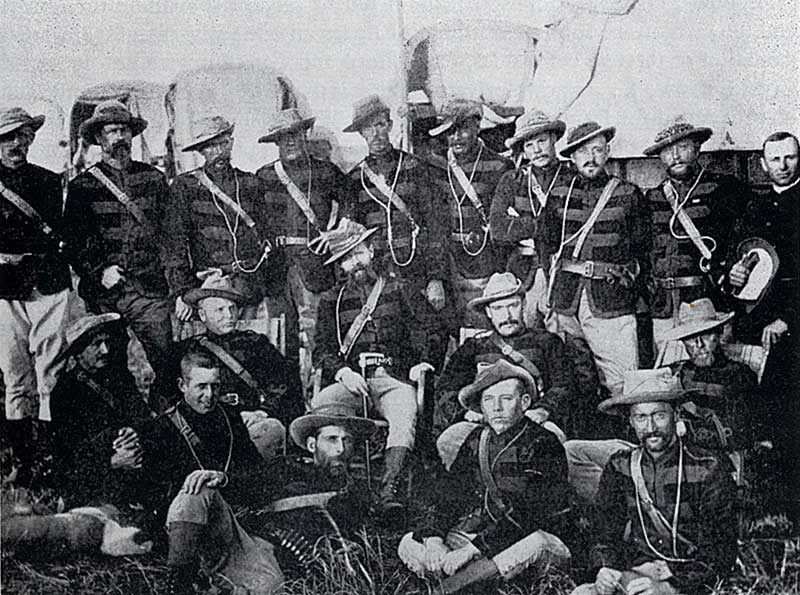

Колонна первопроходцев была создана Сесилом Родсом и его компанией Бритиш Саут Африка Компани в 1890 году и использовалась в его усилиях по аннексии территории Машоналенд, позже входившей в состав Зимбабве (бывшая Южная Родезия).

## Предпосылки похода
Родс стремился захватить Матабелеленд и Машоналенд раньше, чем это сделают немцы, португальцы или буры. Его первым шагом было убедить в 1888 году короля Матабеле Лобенгулу подписать договор, дающий королю права на добычу полезных ископаемых и управление в районе Машоналенда, которым правил король с помощью принуждения, кровавых набегов и похищения молодых мужчин и женщин. Используя концессию Радда (названную так потому, что деловой партнер Родса, Чарльз Радд, сыграл важную роль в обеспечении подписи) между британской южноафриканской компанией Родса (якобы от имени королевы Виктории, хотя и без какого-либо официального уведомления или полномочий) и Лобенгулой, он затем попытался и получил хартию от британского правительства, позволяющую ему ограниченно действовать с согласия правительства. Следующим шагом была оккупация территории.

## Сбор колонны
Военные советники Родса подсчитали, что по их оценкам потребуется 2500 человек и около миллиона фунтов, чтобы выиграть войну, которая, как они думали, неизбежно приведёт к тому, что Лобенгула осознает, что Родс намеревался не только захватить природные природные ископаемые, но и занять его землю. Однако Фрэнк Джонсон, 23-летний авантюрист, взял на себя обязательство захватить территорию за девять месяцев всего с 250 людьми за 87 500 фунтов стерлингов. Фредерик Селус, охотник, хорошо знающий Машоналэнд, согласился присоединиться к ним в качестве проводника. Джонсон опубликовал объявления о приеме на работу в Кимберли предлагая каждому волонтеру 1200 гектаров земли и 15 участков на добычу полезных ископаемых (8,5 гектаров). По совету Родса Джонсон выбрал для своей колонны из тысяч претендентов, в основном сыновей богатых семей, так, что если бы они действительно подверглись опасности со стороны Лобенгулы, их семьи с большей вероятностью заручились бы поддержкой британского правительства. Колонна Джонсона, в конечном итоге, состояла из 180 гражданских колонистов, 62 фургонов и 200 добровольцев (которые составили ядро того, что стало британской полицией Южной Африки). Позже к колонне присоединилась еще одна группа из 110 человек, 16 повозок, 250 голов крупного рогатого скота и 130 запасных лошадей. Военнослужащие были вооружены винтовками Мартини-Генри, револьверами, семифунтовыми полевыми орудиями и пулемётами Максима, а также электрическим прожектором (который позже они успешно использовали для запугивания воинов Матабеле, преследующих колонну).

## Оккупация
Маршрут начался в Маклуси в Бечуаналенде 28 июня 1890 года. 11 июля колонна переправилась через реку Тули в Матабелеланд. Родс проследовал на северо-восток, а затем на север на расстояние около 650 километров (400 миль) намереваясь остановиться на открытой местности, исследованной Селусом несколькими годами ранее, которую он назвал горой Хэмпден. Однако колонна остановилась примерно на 15 километров (9,3 миль) до этого на естественно плоском и заболоченном лугу, ограниченном крутым скалистым холмом; (сегодняшний Хараре- Копье) 12 сентября (позже отмечается как государственный праздник Родезии). Флаг Британского союза был поднят на следующий день, 13 сентября.
Были основаны три города; первый в начале августа в начале пологого маршрута, который вел вверх от низколежащего района, известного как Lowveld (названный Providential Pass), под названием Fort Victoria (переименованный в Masvingo в 1982 году); второй в Форт-Чартер на плато на полпути к конечной точке колонны в первоначально названном Форт-Солсбери.
1 октября 1890 года Корпус пионеров был официально расформирован, каждому члену была предоставлена земля для ведения сельского хозяйства.

## Последствия
Последствия от колонны первопроходцев были внушительными. Машоналэнд и Матабелеланд перестали быть плохо развитой глубинкой[что?], которой они оставались после упадка государства Мвенемутапа, который начался примерно 400 лет назад с приходом португальцев. Шона и Матабеле были вынуждены насильно присоединиться к современному западному миру[что?]. Это было достигнуто за счет налога на хижины, направленного на вынуждение африканских мужчин оставлять свои стада и бартерную экономику, чтобы присоединиться к денежной экономике Запада через наемный труд. Новая элита вырвала контроль у монархии железного века, которая прежде властвовала и удерживала власть, демонстрируя подавляющее технологическое превосходство наряду с непоколебимой уверенностью в своих достижениях. Был также наложен новый моральный порядок[что?], который резко изменил культуру и верования коренных народов и остановил сокращение их населения.

## Медаль компании
В 1927 году правительство Южной Родезии выпустило новую медаль компании British South Africa Company в честь колонны первопроходцев 1890 года. Эта медаль была идентична предыдущим медалям британской компании в Южной Африке, выпущенным в память Первой войны c матабеле и Второй войны с матабеле, за исключением того, что она была отчеканена без каких-либо подробностей кампании на обратной стороне.